# Perrin Remiet
Perrin Remiet est un enlumineur actif à Paris entre 1368 et 1428. Son nom a été repéré dans deux manuscrits enluminés et plusieurs documents d'archives. Il a décoré de nombreux manuscrits destinés à de riches mécènes de la période. Il a été surnommé le Maître de la Mort (Master of Death) par l'historien de l'art anglais Michael Camille (en).

## Éléments biographiques

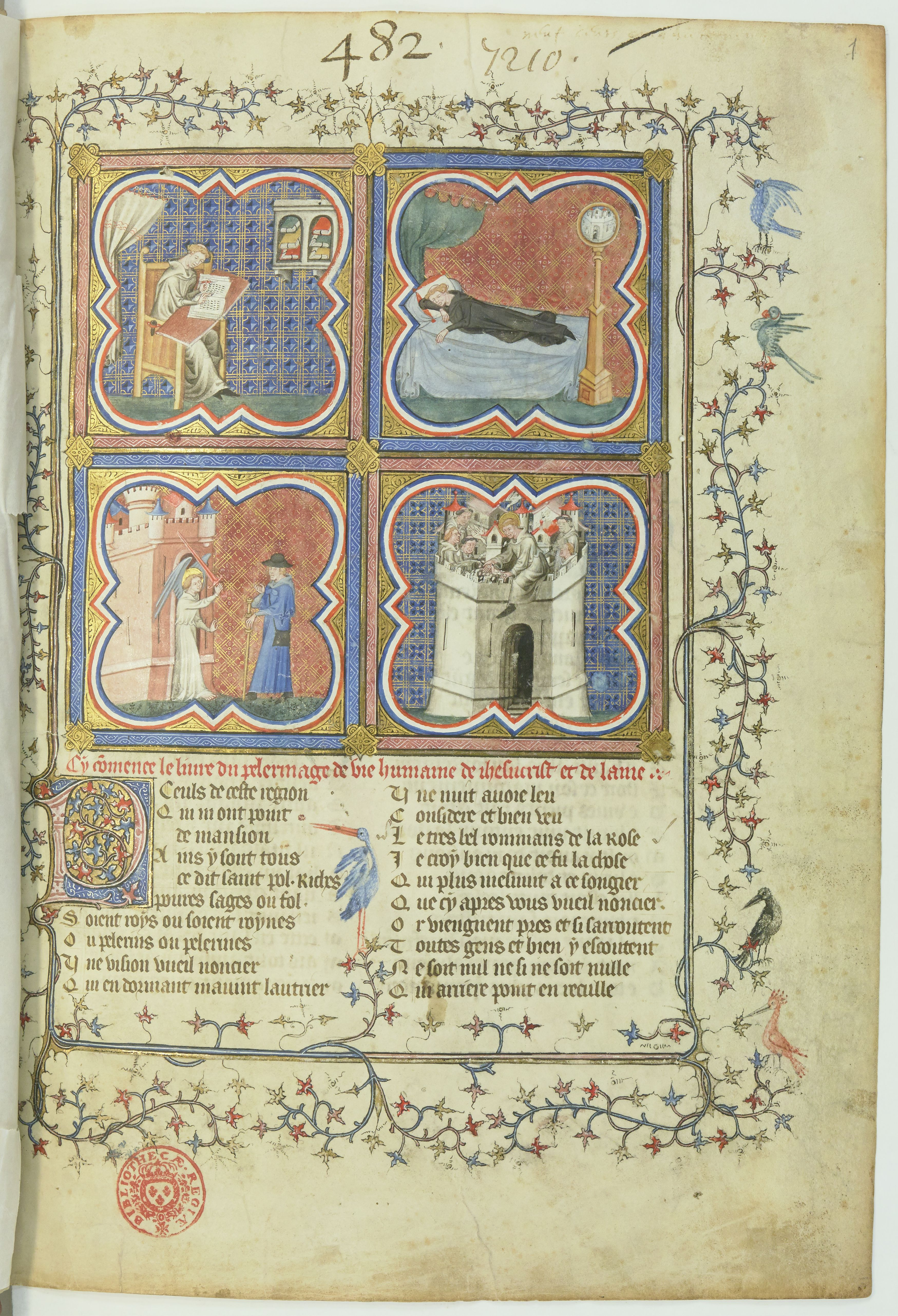
Frontispice d'un manuscrit du Pèlerinage de la vie humaine de Guillaume de Digulleville, BNF, Fr.823.

Le nom de Perrin Remiet apparait dans deux livres enluminés au sein desquels il a travaillé ou il aurait dû travailler : dans le premier, daté de 1393, à l'emplacement d'un espace laissé libre pour une miniature, il est indiqué : « Remiet, ne faites rien cy, car je y ferai une figure qui y doit estre » (BNF, Fr.823, f.18v.). Dans le second, il s'agit d'une mention en bas de page d'un manuscrit napolitain (BL, Royal 20 D I, f.8v.) qu'il probablement été amené à copier, indiquant : « Ci faut le secont cayer que maistre Renaut doit avoir, qui fut baillé a Perrin Remiet pour faire l’enlumineure de l’autre cayer ». Ces deux mentions ont aiguisé l'attention des historiens de l'art et contribué à leur intérêt pour cet artiste. Ils ont aussi permis de reconstituer le corpus de son œuvre.
Les documents le concernant s'étendent sur une période très longue, de 1368 à 1428, faisant penser même à l'existence de deux personnages, un père et un fils du même nom. La graphie de ce nom varie entre Perrin Remy, Pierre Remiot, Perrin Remiet et Pierre Remyet et réside habituellement rue de la Parcheminerie. Il pourrait avoir été formé au sein de l'atelier du Maître de la Bible de Jean de Sy avec lequel il a collaboré à plusieurs manuscrits. La mention la plus ancienne dans les archives remonte au 5 novembre 1368 dans une ordonnance du roi Charles V qui exempt de guet les gens des métiers du livre au service de l'université de Paris. On retrouve aussi sa trace dans une quittance qu'il délivre en 1396 pour des travaux d'enluminure réalisés pour la chapelle de Louis Ier d'Orléans au couvent des Célestins de Paris,.

## Manuscrits attribués

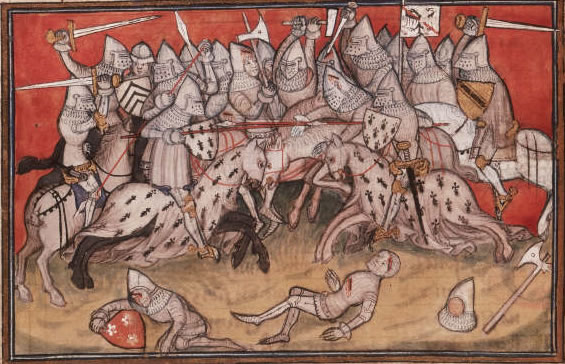
La Bataille d'Auray, dans un manuscrit de La chanson de Bertrand du Guesclin, British Library.

C'est François Avril qui a proposé pour la première fois une liste assez complète de manuscrits qui peuvent lui être attribués. Michael Camille a considérablement étendu cette liste, mais en signalant qu'ils allaient aussi à des collaborateurs de son atelier, parmi lesquels l'un d'entre eux a pu être identifié sous le nom de Jean de Nizières. D'autres travaux sont attribués à un maître anonyme appelé Maître des Pèlerinages de 1393. La répartition de ces travaux entre les différentes identités ne font pas l'objet de consensus.
- Grandes Chroniques de France de Charles V, 1370-1379, en collaboration avec le Maître du Couronnement de Charles VI, le Maître du Livre du sacre de Charles V, et un disciple du Maître de la Bible de Jean de Sy, Remiet étant l'auteur de l'essentiel des miniatures de la seconde partie, BNF Fr.2813[5]
- Histoire romaine de Tite Live traduite par Pierre Bersuire, en collaboration avec le Maître de la Bible de Jean de Sy, vers 1380, Bibliothèque municipale de Bordeaux, Ms.730[6]
- Grandes Chroniques de France, vers 1380, British Library, Londres, Add.15269
- Rational des divins offices de Guillaume Durand, traduit par Jean Golein, vers 1380-1390, BNF, Fr.176[7]
- Le Dit du Lion, de Guillaume de Machaut, vers 1380-1390, Kupferstichkabinett Berlin, M 78C2
- La chanson de Bertrand du Guesclin de Jean Cuvelier, avec plusieurs collaborateurs, vers 1380-1393, British Library, Yates Thompson 35[8]
- Double Lay de la fragilité humaine d'Lotario dei Conti di Segni traduit par Eustache Deschamps, pour Charles V le Sage, 1383, BNF, Fr.20029[9]
- Missel-Pontifical pour Étienne de Loypeau, évêque de Luçon, vers 1388-1407, Bibliothèque du chapitre de Bayeux, Ms.61[10] avec 4 folios détachés conservés à la Lilly Library (en) de l'Université de l'Indiana à Bloomington (Ms. Ricketts 65)
- Livre d'heures dit de Nicolas Rolin, 1390, BL, Yates Thompson 45[11]
- Pèlerinage de la vie humaine de Guillaume de Digulleville, 1393, Bibliothèque nationale de France, Fr.823[12]
- Livres des histoires du commencement du monde, manuscrit partiellement basé sur L'Histoire contre les païens de Paul Orose, en collaboration avec le Maître d'Orose (qui en est l'enlumineur principal), Bibliothèque nationale de France, ms. Fr.301[13]
- Epistre au roi Richart de Philippe de Mézières pour Richard II d'Angleterre, vers 1395, BL, Royal 20 B 6[14]
- Bible historiale en deux parties, ayant appartenu à Jean de Berry, en collaboration avec le Premier Maître de la Bible historiale de Jean de Berry et le Maître de Saint-Voult de Lucques, vers 1395-1400, Walters Art Gallery, Baltimore, W.125-126
- Livre des Propriétés des Choses de Barthélemy l'Anglais, vers 1396, en collaboration avec Jean de Nizières, Bibliothèque Sainte-Geneviève, Ms.1028 (attribution retirée au profit du Maître du Policratique par François Avril)[15]
- Cité de Dieu de saint Augustin traduite par Raoul de Presles, vers 1396-1398, BNF, Fr.170-171[16]
- Ethique d'Aristote commandé par Louis Ier d'Orléans, 1398, Musée Condé, Chantilly, Ms.277[17]
- Faits et dits mémorables de Valère Maxime, fin du XIVe siècle, Bibliothèque municipale de Troyes, Ms.261[18]
- Grandes Chroniques de France, vers 1400, Bibliothèque Sainte-Geneviève, Ms.783[19]
- Grandes Chroniques de France, Paris, vers 1400, 13 miniatures, BL, Add 21143
- Livre des proprietés des choses traduit par Jean Corbechon, vers 1400, BNF, Fr.216[20]
- Pèlerinages de Guillaume de Digulleville, vers 1400, Bibliothèque de l'Université de Leyde, BPL 74[21]
- Miroir Historial de Vincent de Beauvais, avec un collaborateur, 1400, BL, Lansdowne 1179[22]
- Livre de la Propriété des Choses de Barthélémy l'Anglais, vers 1400, acheté en 1402 par Philippe le Hardi pour 400 écus, enluminé en collaboration avec le Maître de Virgile, Bibliothèque royale de Belgique, Ms 9094[23]
- Bible historiale de Guyart des Moulins, vers 1414-1415, en collaboration avec le Maître de Virgile, l'atelier du Maître de la Cité des dames, l'atelier du Maître des Clères Femmes f. 212r, 214v, 374r, BRB, Ms 9001-9004[24]
- Livre d'heures, Bibliothèque nationale autrichienne, Cod.1969[25]
- Livre d'heures à l'usage de Paris, 18 miniatures, BNF, Lat.13261[26]
- Échecs moralisés de Jacques de Cessoles, et autres textes, BNF, Fr.1165[27]
- Grandes Chroniques de France, début du XVe siècle, BNF, Fr.2606[28]
- Grandes Chroniques de France, fin du XIVe siècle, BNF, Fr.2616-2617[29]
- Généalogie des roys de France, fin du XIVe siècle, Bibliothèque nationale de Turin, L II 8
- Chroniques de Saint-Denis, jusqu'à Charles VI, début du XVe siècle, Bibliothèque municipale de Valenciennes, Ms.637[30]
- Grandes Chroniques de France, bibliothèque de l'Université d'Iéna, Ms. gallica fol. 87